# Jo Hanns Rösler
Jo Hanns Rösler (Pseudonyme: Paul Feichten, Jacques Rose Garden, Hans April; * 7. April 1899 als Johannes Oswald Rösler in Königstein/Elbe; † 25. September 1966 in München) war ein deutscher Schriftsteller.

## Leben
Jo Hanns Rösler war der Sohn eines kleinbürgerlichen Leinwebers. Er besuchte das Gymnasium in Dresden und begann bereits in der Jugend zu schreiben und zu veröffentlichen. Zeitweise wirkte er als Schauspieler in Berlin, Wien und München und seit den 1930er Jahren als Autor für diverse Zeitschriften, u. a. den Simplicissimus und die Jugend. Weil seine Geschichten auch in jüdischen Zeitschriften erschienen waren, erhielt er zu Beginn des „Dritten Reiches“ Schreibverbot. Dieses wurde jedoch später aufgehoben, und Rösler schrieb bis 1945 u. a. Beiträge für das Berliner Kabarett der Komiker und für die Fronttheater. Seit 1935 lebte er mit seiner Familie in einem Haus auf dem Hohenkogl oberhalb von Feilnbach in Bayern. Er war verheiratet mit Kitty und hatte die Töchter Christine, die im Röslerhaus auf dem Kogl eine von ihrer Mutter eingerichtete Frühstückspension fortführt, und Josefine (1930–2011), die von 1978 bis 2005 lang die bekannte Gastwirtschaft Hexenhäusl auf dem Kogl betrieb. Ein Urenkel von Jo Hanns Rösler ist der Snowboarder Konstantin Schad.
Jo Hanns Rösler war ein produktiver und erfolgreicher Unterhaltungsschriftsteller, der mit seinen harmlos-versöhnlichen und humorvollen Geschichten vor allem die Leserschaft einer großen Zahl von Publikumszeitschriften und Illustrierten ansprach. Daneben entstanden Romane, Filmdrehbücher (u. a. für Maske in Blau) und humoristische Szenen.

## Werke

### Als Autor
Erzählungen
- Adam in Evas Garten. Vergnügliche Geschichten einer Ehe. Heidenheimer VA, Heidenheim/Brenz 1958.
- Alles Gute. Herbig, München 1992, ISBN 3-7766-1734-9.
- An meine Mutter und viele andere Mütter und Väter. Erzählungen. Goldmann, München 1989, ISBN 3-442-07203-4 (Nachdr. d. Ausg. Mühlacker 1968).
- Beste Geschichten. Neuaufl. Herbig München 1988, ISBN 3-7766-0592-8.
- Dachbodengeschichten. Heiteres und Besinnliches aus einem alten Haus. Herbig, München 1991, ISBN 3-7766-1664-4.
- Die Dame aus der Morgenzeitung. Heitere Geschichten. Knaur, München 1984, ISBN 3-426-01194-8 (NHachdr. d. Ausg. Berlin-Schöneberg 1957).
- Eltern zu tauschen gesucht. Kleine Geschichten. Verlag Braun & Schneider, München 1959.
- Gänsebraten und andere Geschichten. Klett-Verlag, Stuttgart 1973, ISBN 3-12-555230-3.
- Ich, der Krüppel. Persanistische Sinfonie. Poeten-Verlag, Leipzig 1920.
- Im Selbstbedienungsladen des Lebens. Kurzgeschichten. St.-Benno-Verlag, Leipzig 1989, ISBN 3-7462-0421-6.
- Jo Hanns Röslers beste Kurzgeschichten. Webels-Verlag, Essen-Steele 1949.
- Kitty und Johannes. Heitere Erzählungen. Goldmann, München 1984, ISBN 3-442-07227-1 (Nachdr. d. Ausg. Mühlacker 1976).
- Lachen Sie mit Jo Hanns Rösler. Goldmann, München 1986, ISBN 3-442-07243-3 (Nachdr. d. Ausg. Mühlacker 1973).
- Lachen und Weinen. Neue Geschichten. Herbig, München 1980, ISBN 3-7766-0902-8.
- Die lieben Verwandten. Non-Stop-Verlag, München 1983.
- Liebenswerte Kurzgeschichten. eine Auswahl. Stieglitz-Verlag, Mühlacker 1989, ISBN 3-7987-0281-0 (eine Auswahl aus: Wohin sind all die Minuten, Stunden, Tage, Jahre und An meine Mutter).
- Lüg nicht, Johannes! Ein lustiges Buch. Webels-Verlag, Essen-Steele 1947.
- Mein Sommer muß bunt sein. Heitere Geschichten. Herbig, München 1989, ISBN 3-7766-1606-7.
- Eine Nacht in Baden-Baden. Lustige Geschichten. VWV, Dortmund 1951.
- Nur keine Übertreibungen! Ein Buch lustiger Geschichten. Stephenson-Verlag, Wien 1938.
- O, diese Gauner. 21 Vorfälle. Nord-Verlag, Berlin 1930.
- Rösler-Sprünge. Kurzgeschichten. Verlag Braun & Schneider, München 1959.
- Das schönste Mädchen der Welt. ein lustiges Geschichtenbuch. Droemer Knaur, München 1981, ISBN 3-426-01156-5 (Nachdr. d. Ausg. Berlin 1940).
- Von meinem Fenster aus. Kurzgeschichten für jung und alt. Don Bosco Verlag, München 1962.
- Wohin sind all' die Jahre … Heitere Erzählungen. Goldmann, München 1982, ISBN 3-442-03398-5 (Nachdr. d. Ausg. Mühlacker 1964).
- Wohin sind all' die Minuten … Heitere Geschichten. Stieglitz-Verlag, Mühlacker 1981, ISBN 3-7987-0188-1.
- Wohin sind all' die Stunden … Heitere Erzählungen. Goldmann, München 1986, ISBN 3-442-07242-5 (Nachdr. d. Ausg. Mühlacker 1976).
- Wohin sind all' die Tage … Heitere Erzählungen. Goldmann, München 1985, ISBN 3-442-07238-7 (Nachdr. d. Ausg. Mühlacker 1965).
- Wohin sind all die Jahre, Tage, Stunden .... Die schönsten Erzählungen vom Meister der heiteren Unterhaltung in einem Band. Goldmann, München 1998, ISBN 3-442-11582-5 (Inhalt Wohin sind all' die Jahre ... Wohin sind all’ die Tage …, Wohin sind all' die Stunden …).

Romane
- Blumen für Vater. Ein heiterer Roman. Neuaufl. Moewig, Rastatt 1985, ISBN 3-8118-4876-3.
- Erzähl mir nichts. Heiterer Roman. Heyne, München 1981, ISBN 3-453-00024-2 (früherer Titel „Thom, Martine und ein Auto“ bzw. „Kannibal fühlt sich wohl“).
- Geliebter Boß. Roman. Ullstein, Frankfurt am Main 1989, ISBN 3-548-22144-0 (Nachdr. d. Ausg. Mühlacker 1966).
- Herz an der Kette. Ein verliebter Autoroman. Verlag Braun & Schneider, München 1959.
- Liebesbrief an den eigenen Mann. Ullstein, Frankfurt/m. 1991, ISBN 3-548-22604-3 (Nachdr. d. Ausg. München 1941).
- Liebesbrief an die eigene Frau. Ein heiteres Buch. Herbig, München 1981, ISBN 3-7766-1118-9 (Nachdr. d. Ausg. München 1940).
- Meine Familie und ich. Zwei Romane in einem Band. Herbig, München 1985, ISBN 3-7766-1362-9 (Inhalt Meine Töchter und ich und Meine Schwiegersöhne und ich).
- Meine Frau und ich. Eine fast vollkommene Ehe. Rowohlt, Reinbek 1983, ISBN 3-499-14079-9 (Nachdr. d. Ausg. Nürnberg 1953).
- Mein Haus und ich. Roman. Ullstein, Frankfurt am Main 1987, ISBN 3-548-20661-1 (Nachdr. d. Ausg. Berlin 1966).
- Meine Schwiegersöhne und ich. Rowohlt, Reinbek 1981, ISBN 3-499-14464-6 (Nachdr. d. Ausg. Berlin 1963).
- Meine Töchter und ich. Ullstein, Frankfurt am Main 1996, ISBN 3-548-23867-X (Nachdr. d. Ausg. Berlin 1958).
- Der unvollkommene Gärtner. Roman. Lübbe Verlag, Bergisch Gladbach 1982, ISBN 3-404-17060-1 (Nachdr. d. Ausg. Mühlacker 1962; illustriert von Bele Bachem).
- Wenn du neben mir … Ein verliebter Autoroman. Pohl Verlag, München 1954.

Sachbücher
- Mitleid verbeten! Eine Reise zu den mit dem Fuß und Mund malenden Künstlern. Dennoch-Verlag, München 1957/64 (2 Bde.).
- Die Reise nach Mallorca. Goldmann, München 1985, ISBN 3-442-06551-8 (Nachdr. d. Ausg. Berlin 1957).
- Das Vico-Torriani-Kochbuch. Baumann-Verlag, Bayreuth 1958.

Stücke für die Bühne
- Bürokratie. Ein Normalbürger im Räderwerk der Behördenmaschinen; aktuelle Glosse. Deutscher Laienspiel-Verlag, Weinheim/Bergstr. 1964.
- Das fröhliche Sketschbuch. Neuaufl. Webels-Verlag, Essen-Steele 1952.
- Glück am Ziel. Operette in drei Akten (6 Bilder). Berlin 1936 (zusammen mit Wilhelm Krug; Musik von Ralph Maria Siegel).
- Goldkinder. eine heitere Familienszene. Deutscher Theaterverlag, Weinheim/Bergstr. 1982, ISBN 3-7695-0850-5.
- Das große Geheimnis. Heitere Episode auf einer Bank im Park. Deutscher Laienspiel-Verlag, Weinheim/Bergstr. 1964.
- Der ideale Schwiegersohn. ein Leichtfuss auf Freiersfüssen. Deutscher Laienspiel-Verlag, Weinheim/Bergstr. 1965.
- Die kluge Sekretärin. ein heiterer Intelligenztest. Deutscher Laienspiel-Verlag, Weinheim/Bergstr. 1962.
- Die Liebesprobe. Deutscher Laienspiel-Verlag, Weinheim/Bergstr. 1966.
- Der Mann aus dem Milchladen. ein Spektakulatorium vom kleinen Mann der Aktien kaufte. Deutscher Laienspiel-Verlag, Weinheim/Bergstr. 1965.
- Philine. Ein Stück für verliebte Leute. Verlag der Drehbühne, Berlin 1943.
- Praxis eröffnet. Eine spektakuläre Premiere im Sprechzimmer. Deutscher Laienspiel-Verlag, Weinheim/Bergstr. 1964.
- Radio. Sketch. Kyffhäuser-Verlag, Berlin 1925 (Kyffhäuser-Bühne; 22).
- Rehrücken und warme Würstchen. eine Schummelei mit fünf Weiblichkeiten. Deutscher Laienspiel-Verlag, Weinheim/Bergstr. 1966.
- Reparaturen. ein Sketch aus unseren Tagen. Deutscher Laienspiel-Verlag, Weinheim/Bergstr. 1967.
- Die Rose. eine heitere Szene im Nobel-Restaurant. Deutscher Laienspiel-Verlag, Weinheim/Bergstr. 1965.
- 6 aus 49. Vier Damen spielen Zahlenlotto. Deutscher Laienspiel-Verlag, Weinheim/Bergstr. 1967.
- Sekretärin gesucht. Deutscher Laienspiel-Verlag, Weinheim/Bergstr. 1964.
- Der späte Gast. eine mitternächtliche Szene. Deutscher Theaterverlag, Weinheim/Bergstr. 1964.
- Spiegelkarpfen oder Wie man seinen Gästen das Essen vergällt. Deutscher Theaterverlag, Weinheim/Bergstr. 1982, ISBN 3-7695-0851-3.
- Die Störung. Der Vormittag eines Ehemannes; eine heitere Episode. Deutscher Laienspiel-Verlag, Weinheim/Bergstr. 1964.
- Vater und Sohn oder die Sprache der Halbstarken; ein heiterer Disput im Teenager-Stil. Deutscher Laienspiel-Verlag, Weinheim/Bergstr. 1962.
- Der Wunschzettel. Häuslich-heitere Szene zu Weihnachten. Deutscher Theaterverlag, Weinheim/Bergst. 1994, ISBN 3-7695-0741-X.

Witze
- Hauptsache – man lacht!. Lustiges Witze-ABC. Scherl Verlag, Berlin 1935.
- Das Paradies der Witze. Gute alte und neue Witze in rauhen Mengen. Weiss-Verlag, Berlin 1957 (Nachdr. d. Ausg. München 1942; unter dem Pseudonym „Paul Feichten“).

Drehbuch
- 1950: Taxi-Kitty
- 1957: Schütze Lieschen Müller
- 1964: Erzähl mir nichts

### Als Übersetzer
- J. Germain, F. Moncousin: Benimm Dich, Mama! Komödie in drei Akten. Verlag Kaiser, Wien 1931.